# 三杉里公似
三杉里 公似（みすぎさと こうじ、1962年7月1日 - ）は、滋賀県甲賀郡信楽町（現・滋賀県甲賀市）出身で二子山部屋に所属した元大相撲力士。本名は岡本 公似（おかもと こうじ）。最高位は東小結（1992年9月場所）。現役時代の体格は185cm、159kg。趣味は映画、音楽鑑賞、ゴルフ、格闘技観戦。得意手は右四つ、寄り、上手投げ、突き落とし。愛称は「おかもっちゃん」・「おかもん」。血液型はA型。

## 来歴

### 生い立ち
信楽焼で有名な滋賀県甲賀郡信楽町の出身で、陶芸家もよく出入りする陶芸燃料商の三男として産まれる。そんな環境から陶芸家を目指したこともあり、地元信楽中学校から信楽工業高校（現・信楽高校）窯業科に進学する。
高校入学と同時にレスリング部に入部するとグレコローマンスタイルで1年生でインターハイや国体に出場するほどの強豪になり、オリンピック出場も夢ではないと言われていたが、父親の知人である元幕下力士の柴田が二子山部屋所属の12代荒磯（元小結・二子岳）と友人だった関係から大相撲にスカウトされた。母は最後まで角界入りに反対していたが、高校を1年で中退して二子山部屋に入門した。

### 現役時代
1979年1月場所にて、16歳で初土俵。当時は番付外制度があり、番付外同士で正規の取組を行った後に、次の同年3月場所に於いて本名でもある「岡本」の四股名で序ノ口に付いた。入門後すぐに、半年間通う相撲教習所では卒業時に北尾（後の横綱・双羽黒）と共に優秀賞を受賞した。
1980年11月場所より、同部屋の兄弟子で2代目・若乃花の前名である「若三杉」より「三杉」と、故郷である「信楽の里」の「里」から3字を取った「三杉里」に改名。横綱・隆の里と、若三杉の名から取ったという説もあり、それだけ期待されていたという見方もある。
以来、順調に番付を上げていき、1984年7月場所で同学年の源氏山（寺尾から改名、翌場所に元に戻す）と共に21歳で新十両へ昇進した。しかし、その7月場所では源氏山は7勝8敗で翌9月場所も十両に留まったのに対し、三杉里は4勝11敗と大きく負け越して幕下へ陥落と明暗を分けた。
1986年7月場所にて再び十両へ昇進し、その7月場所では西十両12枚目の地位で11勝4敗と大きく勝ち越し、初の十両優勝を果たした。「駆けつけた信楽の応援団に、やっと恩返しができた」とこの時の十両優勝インタビューで語っている。その後も右四つ左上手を取る型を固めていき、1988年5月場所で25歳で新入幕を果たした。
入幕してからも徹底した四つ相撲を見せ、1989年1月場所では新三役となる西小結へ昇進し、その後も長らく幕内上位に定着し続けた。当時の貴花田には分が良く「貴花田キラー」と評され、貴花田が初優勝するまで初顔から5連勝している。安芸乃島とは13勝7敗、貴闘力とは7勝1敗と、藤島勢とは合い口がよかった。また、うっちゃり・突き落とし・巻き落としなどの土俵際の逆転技「三杉里マジック」で観客を楽しませた。1992年5月場所では東前頭筆頭の位置で小錦と霧島の両大関、関脇・栃乃和歌、小結・安芸ノ島・水戸泉・武蔵丸を倒す活躍で10勝5敗と勝ち越して敢闘賞を受賞し、これが現役時に於ける唯一の三賞受賞となった。同年9月場所では、自己最高位となる東小結へ昇進している。地味ながらも持ち技が多く、稽古にも熱心で体型が崩れることがなかった。
30歳を越しても幕内上位に定着していたものの、1996年7月場所で曙に勝利して通算6個目となる金星を挙げた後からは、左肘の故障が悪化して上手を取っても力が出なくなり、加えて右肘も悪くなった影響により急に成績が落ちて番付が降下した。38場所ぶりの前頭二桁台となる東前頭14枚目の位置まで番付を下げた翌9月場所でも7勝8敗と負け越し、翌11月場所では十両へ陥落した。その11月場所では勝ち越して1場所で再入幕を果たしたものの、1997年3月場所では4勝11敗と大きく負け越して翌5月場所において再び十両へ陥落した。
以降は幕内へ復帰することなく十両で相撲を取り続けたが、1998年7月場所では東十両13枚目の位置で9日目に負け越しが決定し、幕下への陥落が決定的となった。師匠である11代二子山（元大関・貴ノ花）は幕下では相撲を取らせないという方針を持っていたものの、自身は通算700勝という目標があったのでそれを達成するまで取るということで合意してその時点での引退発表はせず、12日目に通算700勝を達成した後、13日目に引退発表を行った。

### 引退、初の準年寄適用から濱風を襲名
1998年7月場所限りで引退した三杉里は同年の5月に制定された準年寄制度を利用した初の人物となり、準年寄・三杉里として二子山部屋の部屋付き親方となった。1999年1月31日、両国国技館において断髪式を行った。2000年7月には年寄・17代濱風を襲名し、間垣部屋へ移籍した。
2006年11月、年寄名跡を間垣部屋の五城楼に譲渡して日本相撲協会を退職した。もともとは停年まで角界に残るつもりでおり、将来的には自身の相撲部屋を興すつもりで準備を進めていたが、2006年に協会の新しい規定が設けられ、最高位が大関以上でない力士の場合「幕内60場所以上」「三役25場所以上」のどちらかが新しい部屋の設立の条件となった。三杉里は幕内53場所、三役3場所で条件に届かず、独立は不可能になったため退職を決めたという。

### 退職後、実業家に
日本相撲協会を退職した後は鎌倉にてちゃんこ店を経営していたが、その後、知人が理事長を務める整体の専門学校に44歳で入学して2年間学習し、漢方医学を基にした中国伝統医学を学ぶために中国へも留学した後、2008年10月に東京都中野区に「健康回復館 三杉里のごっつハンド」を開業した。現在は「ごっつハンド・中野部屋」を経営するほか、整体の技術を教える「ごっつハンド整体塾」や「伝統四股普及会」と称しての四股の基本を教える講座も開講している。また、錣山部屋の師範代も務めている。

## 人物
- 高校時代は国体に出場するなどレスリングで活躍していたこともあり、プロレスやボクシング観戦が趣味である。
- 真面目で実直な人柄が買われ、1998年に滋賀県国民健康保険団体連合会のイメージキャラクターとして保険税完納推進キャンペーンのポスターに起用された。そこでのキャッチコピーは「保険税まったなし」である。
- 1990年に結婚した夫人との間に1男1女。長男は、2010年における関東高校アメリカンフットボール連盟主催 スティックボール（オールスター戦）に正選手として選抜されている。
- NHK大相撲解説では、20代錣山（元関脇・寺尾）との絶妙な掛け合いを見せていた。
- 2012年9月27日に放送されたTBS『有田とマツコと男と女SP』に「元有名人50人」の中の1人として出演し、「若貴時代に小結まで上り詰めた元力士」「貴花田が初優勝した時の千秋楽の相手」として紹介された。その貴花田との対戦の1年後には二子山部屋と藤島部屋の合併が決定していたため、現在でもこの一番を「変な相撲だったんじゃないか？」と言われることがあるというが、三杉里自身は明確に否定している。
- 新十両の場所で負け越し、1場所で幕下陥落。再び十両に返り咲くまで2年を要したが、その間師匠・10代二子山(元横綱･若乃花)がNHK特集の密着取材中、当時幕下に陥落していた三杉里の生活態度を見て二子山が激怒し、叱責を受ける姿が放送されたこともあった[4]。

## 主な戦績
- 通算成績：700勝709敗2休 勝率.496
- 幕内成績：367勝428敗 勝率.462
- 現役在位：118場所
- 幕内在位：53場所（連続在位51場所[1]）
- 三役在位：3場所（小結3場所）
- 三賞：1回
  - 敢闘賞：1回（1992年5月場所）
- 金星：6個（北勝海2個、旭富士1個、曙3個）
- 各段優勝
  - 十両優勝：1回（1986年7月場所）

### 場所別成績
| | 一月場所 初場所（東京） | 三月場所 春場所（大阪） | 五月場所 夏場所（東京） | 七月場所 名古屋場所（愛知） | 九月場所 秋場所（東京） | 十一月場所 九州場所（福岡） |
| --- | ----------------------- | ----------------------- | ----------------------- | --------------------------- | ----------------------- | --------------------------- |
| 1979年 （昭和54年） | 番付外 2–1              | 西序ノ口15枚目 5–2      | 東序二段67枚目 2–5      | 西序二段91枚目 4–3          | 東序二段71枚目 4–3      | 東序二段54枚目 1–6          |
| 1980年 （昭和55年） | 西序二段85枚目 5–2      | 西序二段43枚目 5–2      | 西序二段7枚目 3–4       | 東序二段21枚目 6–1          | 東三段目58枚目 3–4      | 西三段目75枚目 4–3          |
| 1981年 （昭和56年） | 西三段目58枚目 3–2–2    | 東三段目75枚目 6–1      | 西三段目25枚目 2–5      | 西三段目45枚目 5–2          | 西三段目16枚目 2–5      | 西三段目37枚目 3–4          |
| 1982年 （昭和57年） | 東三段目46枚目 5–2      | 西三段目9枚目 3–4       | 西三段目26枚目 5–2      | 東幕下59枚目 4–3            | 東幕下47枚目 4–3        | 西幕下37枚目 3–4            |
| 1983年 （昭和58年） | 東幕下47枚目 3–4        | 西三段目5枚目 5–2       | 西幕下38枚目 3–4        | 東幕下48枚目 4–3            | 西幕下42枚目 5–2        | 東幕下28枚目 5–2            |
| 1984年 （昭和59年） | 西幕下13枚目 4–3        | 東幕下11枚目 6–1        | 西幕下3枚目 5–2         | 西十両11枚目 4–11           | 東幕下8枚目 4–3         | 西幕下4枚目 3–4             |
| 1985年 （昭和60年） | 西幕下10枚目 3–4        | 東幕下19枚目 6–1        | 東幕下4枚目 2–5         | 西幕下16枚目 5–2            | 東幕下6枚目 4–3         | 西幕下3枚目 2–5             |
| 1986年 （昭和61年） | 西幕下16枚目 5–2        | 東幕下9枚目 6–1         | 東幕下筆頭 4–3          | 西十両12枚目 優勝 11–4      | 西十両4枚目 8–7         | 東十両3枚目 8–7             |
| 1987年 （昭和62年） | 西十両2枚目 6–9         | 東十両8枚目 7–8         | 東十両9枚目 8–7         | 西十両8枚目 8–7             | 西十両7枚目 7–8         | 西十両8枚目 10–5            |
| 1988年 （昭和63年） | 東十両3枚目 9–6         | 東十両2枚目 10–5        | 西前頭13枚目 9–6        | 西前頭7枚目 6–9             | 西前頭12枚目 9–6        | 東前頭7枚目 9–6             |
| 1989年 （平成元年） | 西小結 3–12             | 東前頭6枚目 8–7         | 西前頭2枚目 6–9 ★       | 東前頭5枚目 8–7             | 東前頭3枚目 6–9 ★       | 西前頭5枚目 6–9             |
| 1990年 （平成2年） | 東前頭10枚目 8–7        | 東前頭8枚目 6–9         | 西前頭10枚目 8–7        | 西前頭7枚目 9–6             | 西前頭筆頭 4–11         | 西前頭9枚目 10–5            |
| 1991年 （平成3年） | 東前頭筆頭 6–9          | 東前頭5枚目 8–7         | 西前頭2枚目 6–9         | 西前頭5枚目 8–7             | 西前頭2枚目 8–7 ★       | 西前頭2枚目 6–9             |
| 1992年 （平成4年） | 西前頭5枚目 8–7         | 東前頭3枚目 8–7         | 東前頭筆頭 10–5 敢      | 西小結 8–7                  | 東小結 5–10             | 東前頭3枚目 8–7             |
| 1993年 （平成5年） | 西前頭2枚目 7–8         | 西前頭3枚目 9–6 ★       | 東前頭筆頭 7–8          | 東前頭2枚目 5–10            | 東前頭6枚目 8–7         | 東前頭2枚目 6–9             |
| 1994年 （平成6年） | 東前頭4枚目 8–7         | 東前頭筆頭 6–9          | 東前頭4枚目 6–9         | 西前頭6枚目 8–7             | 東前頭筆頭 6–9          | 西前頭3枚目 5–10 ★          |
| 1995年 （平成7年） | 東前頭8枚目 8–7         | 西前頭筆頭 5–10         | 東前頭6枚目 8–7         | 西前頭筆頭 5–10             | 西前頭4枚目 6–9         | 東前頭6枚目 9–6             |
| 1996年 （平成8年） | 東前頭3枚目 6–9         | 東前頭4枚目 8–7         | 東前頭筆頭 4–11 ★       | 東前頭6枚目 4–11            | 東前頭14枚目 7–8        | 東十両筆頭 10–5             |
| 1997年 （平成9年） | 西前頭15枚目 8–7        | 西前頭14枚目 4–11       | 西十両4枚目 9–6         | 西十両2枚目 9–6             | 東十両筆頭 7–8          | 東十両3枚目 9–6             |
| 1998年 （平成10年） | 西十両筆頭 7–8          | 東十両2枚目 6–9         | 東十両5枚目 4–11        | 東十両13枚目 引退 3–10–0    | x                       | x                           |
| 各欄の数字は、「勝ち-負け-休場」を示す。 優勝 引退 休場 十両 幕下 三賞：敢=敢闘賞、殊=殊勲賞、技=技能賞 その他：★=金星 番付階級：幕内 - 十両 - 幕下 - 三段目 - 序二段 - 序ノ口 幕内序列：横綱 - 大関 - 関脇 - 小結 - 前頭（「#数字」は各位内の序列） |                         |                         |                         |                             |                         |                             |

### 幕内対戦成績
| 力士名     | 勝数 | 負数 | 力士名   | 勝数 | 負数 | 力士名 | 勝数 | 負数 | 力士名   | 勝数  | 負数 |
| ---------- | ---- | ---- | -------- | ---- | ---- | ------ | ---- | ---- | -------- | ----- | ---- |
| 蒼樹山     | 0    | 1    | 安芸乃島 | 9    | 7    | 曙     | 6    | 16   | 朝潮     | 0     | 1    |
| 朝乃翔     | 0    | 3    | 朝乃若   | 5    | 4    | 旭里   | 1    | 0    | 旭富士   | 3     | 5    |
| 旭豊       | 1    | 3    | 板井     | 5    | 3    | 恵那櫻 | 7    | 5    | 巨砲     | 3     | 4    |
| 大乃国     | 0    | 4    | 大若松   | 1    | 0    | 小城錦 | 3    | 6    | 小城ノ花 | 5     | 5    |
| 魁皇       | 1    | 5    | 春日富士 | 8    | 9    | 巌雄   | 1    | 1    | 北勝鬨   | 12(1) | 6    |
| 騏ノ嵐     | 2    | 3    | 旭豪山   | 1    | 1    | 旭鷲山 | 1    | 0    | 旭道山   | 12    | 16   |
| 鬼雷砲     | 5    | 2    | 霧島     | 10   | 14   | 起利錦 | 5(1) | 4    | 久島海   | 10    | 4    |
| 蔵間       | 1    | 0    | 剣晃     | 5    | 4    | 高望山 | 4    | 2    | 五城楼   | 0     | 1    |
| 琴稲妻     | 6    | 14   | 琴ヶ梅   | 5    | 5    | 琴椿   | 3(1) | 2    | 琴錦     | 10    | 20   |
| 琴ノ若     | 16   | 11   | 琴富士   | 5    | 8    | 琴別府 | 8    | 11   | 琴龍     | 1     | 1    |
| 小錦       | 8    | 19   | 佐賀昇   | 0    | 1    | 逆鉾   | 2    | 8    | 薩洲洋   | 5     | 2    |
| 敷島       | 1    | 2    | 陣岳     | 8    | 5    | 大至   | 3    | 3    | 大翔鳳   | 8     | 5    |
| 大翔山     | 6    | 3    | 大善     | 4    | 2    | 大徹   | 1    | 0    | 大飛翔   | 2     | 0    |
| 貴闘力     | 7    | 1    | 貴ノ浪   | 0    | 1    | 貴乃花 | 7    | 5    | 孝乃富士 | 6     | 2    |
| 貴ノ嶺     | 1    | 0    | 多賀竜   | 5    | 2    | 玉海力 | 2    | 0    | 玉龍     | 2     | 1    |
| 千代の富士 | 1(1) | 2    | 出島     | 0    | 1    | 寺尾   | 11   | 13   | 闘竜     | 1     | 0    |
| 時津洋     | 3    | 2    | 土佐ノ海 | 3    | 2    | 栃東   | 0    | 1    | 栃司     | 1     | 3    |
| 栃乃和歌   | 8    | 12   | 巴富士   | 6(1) | 2    | 智ノ花 | 5    | 2    | 豊ノ海   | 5     | 7    |
| 南海龍     | 0    | 1    | 花乃湖   | 0    | 1    | 花ノ国 | 3    | 3    | 濱ノ嶋   | 4     | 7    |
| 肥後ノ海   | 7    | 6    | 富士乃真 | 3(1) | 3    | 鳳凰   | 1    | 0    | 北天佑   | 0     | 3    |
| 北勝海     | 2    | 4    | 舞の海   | 6    | 7    | 益荒雄 | 4    | 0    | 水戸泉   | 7     | 17   |
| 湊富士     | 4    | 6    | 武蔵丸   | 2    | 18   | 武双山 | 0    | 10   | 大和     | 1     | 1    |
| 力櫻       | 1    | 0    | 龍興山   | 0    | 1    | 両国   | 2    | 4    | 若瀬川   | 7     | 5    |
| 若乃花     | 4    | 4    |          |      |      |        |      |      |          |       |      |

## 改名歴
- 岡本 公似（おかもと こうじ）1979年3月場所 - 1980年9月場所
- 三杉里 公似（みすぎさと - ） 1980年11月場所 - 1998年7月場所

## 年寄変遷
- 三杉里 公似（みすぎさと - ）1998年7月 - 2000年7月〔準年寄〕
- 浜風 公似（はまかぜ - ）2000年7月 - 2006年11月

## 著作

### DVD
- 『腰力を強化し、股関節を柔軟にする 四股踏みトレーニング』（BABジャパン、2013年）※指導・監修・出演